# Kepler-20b
Kepler-20b é um exoplaneta orbitando Kepler-20, constelação da Lyra. Seu raio é cerca de duas vezes o da Terra, mas sua massa é entre 6.5 a 11 massas terrestres. Tem uma densidade semelhante à da Terra. Junto com os outros quatro planetas no sistema, Kepler-20b foi anunciado em 20 de dezembro de 2011.